# Anna Laursen
Ane Marie Christensen, född 20 januari 1845 i Landsgrav, Danmark, död 25 juli 1911 i Århus, var en dansk kvinnosakspolitiker och lärare.
Hon var dotter till gårdägare Peder Christensen (1813-1889) och Caroline Marie Jørgensen (1820-1884) och gift 15 november 1882 med politikern Niels Johan Laursen (1855-1930).
Hon blev 1886 föreståndare för pionjärskolan Fru Laursens Skole i Århus, som drevs enligt grundtvigs principer och var en av de första samskolorna i Danmark. 
Hon bildade 1886 en lokalavdelning av Dansk Kvindesamfund (DK) i Århus, och var dess ordförande 1887-1911. Hon var en tidig lokal förespråkare för kvinnors rösträtt, fast DK inte formellt tog upp frågan förrän 1906. 